# آمستراد سی‌پی‌سی
«آمستراد سی پی سی» (به انگلیسی: Amstrad CPC) یک رایانه خانگی ۸ بیتی می‌باشد که توسط شرکت آمستراد و بین سال‌های ۱۹۸۴ و ۱۹۹۰ میلادی تولید گردید. (عبارت CPC مخفف اصطلاح «Colour Personal Computer» می‌باشد) این رایانه برای رقابت با بقیه رایانه‌های خانگی اواسط دهه ۸۰ میلادی و ورود به آن بازار (که تحت تسلط کمودور ۶۴ و اسپکتروم بودند) طراحی گردید. این رایانه ابتدا در بازارهای بریتانیا، فرانسه، اسپانیا و آلمان توزیع شد.
این سری از رایانه‌ها دارای شش مدل مختلف بودند: مدل‌های CPC464 ،CPC664 و CPC6128 که در بازار رایانه‌های خانگی اروپا بسیار موفق بودند. بعد از مدتی دو مدل دیگر با نام‌های 464plus و 6128plus تولید شدند که سعی نمودند تا با ارتقاء سخت‌افزاری عمر این سری را در بازار طولانی‌تر نمایند که البته موفقیت مدل‌های قبلی را نداشتند.
سخت‌افزار مدل‌های CPC بر اساس «سی پی یو» زیلاگ زد ۸۰ و به همراه ۶۴ یا ۱۲۸ کیلوبایت حافظه رَم طراحی گردیده بود. این رایانه دارای یک صفحه کلید توکار و دستگاه ذخیره هماهنگ با سیستم (یک دستگاه ضبط نوار کاست فشرده یا گرداننده فلاپی دیسک ۳ اینچ) بود. دستگاه‌های اصلی فقط به صورت باندل و همراه با یک نمایشگر سیاه و سفید یا رنگی به فروش می‌رفتند. علاوه بر این شرکت‌های زیادی اقدام به تولید لوازم جانبی سخت‌افزاری از جمله گرداننده‌های دیسک، چاپگرها و حافظه‌های افزودنی برای این سری نمودند.
سری CPC به شدت در تقابل با رایانه‌های خانگی آن روز که در اصل برای بازی‌های ویدئویی استفاده می‌شدند و دارای آرشیو بزرگی از نرم‌افزار و بازی بودند، قرار داشت. اما از جذابیت‌های این سری می‌توان به قیمت پایین، رزولوشن بالای متن در حالت سیاه و سفید، قابلیت‌های گرافیکی و توانایی اجرای نرم‌افزار «سی پی/ام»، اشاره کرد که با طیف وسیعی از نرم‌افزارهای کاربردی پشتیبانی می‌گردید.
از این رایانه در طول دوران حیات خود حدود سه میلیون دستگاه در سراسر جهان به فروش رسید.

## مدل‌های مختلف

### سری اصلی
فلسفه طراحی سری رایانه‌های CPC در واقع بر دو اصل استوار بود. اصل اول عبارت از طراحی سیستمی بود که همه ملزومات مورد نیاز کاربر را یکجا و در یک دستگاه به او ارائه نماید. وجود صفحه کلید توکار، سیستم ذخیره‌سازی داخلی که همراه با یک نمایشگر بر این اساس استوار بود. اغلب رایانه‌های خانگی آن زمان مانند «سری زد اکس اسپکتروم»، کمودور ۶۴ و «بی‌بی‌سی میکرو» بر پایه استفاده از تلویزیون‌های خانگی به عنوان نمایشگر و یک رابط جداگانه جهت اتصال به دستگاه پخش نوار کاست یا گرداننده خارجی فلاپی دیسک، طراحی شده بودند. در واقع این ایده (همه نیازهای کاربر در یک دستگاه) چیز جدیدی نبود و سیستم‌های تجاری آن زمان و حتی رایانه «کمودور پی ایی تی» نیز این ایده را اجرا کرده بودند. اما در بین سیستم‌های رایانه خانگی، این سیستم قبل از اپل مکینتاش این ایده را اجرا نمود.
علت دوم طراحی و ساخت سری CPC این بود که مالک و تأسیس‌کننده شرکت آمستراد (آلن شوگار) قصد ساخت دستگاهی را داشت که به قول خودش: «یک کامپیوتر واقعی، شبیه آنچه مردم در فرودگاه‌ها می‌بینند... و سیستمی که شبیه یک ماشین حساب بزرگ و بادکرده نباشد.»
(اشاره به رایانه‌های «سینکلر زد اکس ۸۱» و «زد اکس اسپکتروم» که قیمت پایینی داشتند و فقط دارای یک صفحه کلید بودند)

#### مدل CPC464

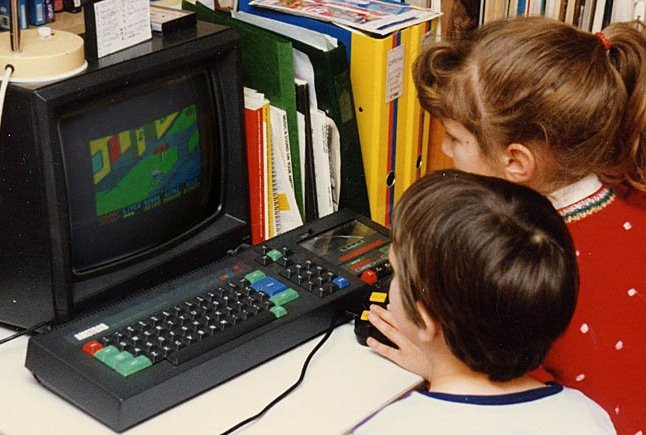
بچه‌ها در حال انجام بازی بر روی مدل CPC464 در سال ۱۹۸۸

مدل CPC464 دارای ۶۴ کیلوبایت حافظه رَم و دستگاه کاست خوان داخلی بود. این مدل در ژوئن ۱۹۸۴ میلادی و در بریتانیا معرفی شد. قیمت اولیه این دستگاه در خرده فروشی‌ها ۲۴۹ پوند انگلیس/۸۹۹ مارک آلمان به همراه یک نمایشگر مونوکروم و ۳۵۹ پوند/۱۳۹۸ مارک با یک نمایشگر رنگی تعیین شد. بعد از عرضه مدل CPC6128 در اواخر سال ۱۹۸۵، قیمت این سیستم به ۵۰ پوند/۱۰۰ مارک تقلیل پیدا کرد.
در سال ۱۹۹۰ مدل جدیدتری با نام 464plus جایگزین CPC464 گردید و باعث قطع تولید این مدل شد.

#### مدل CPC664

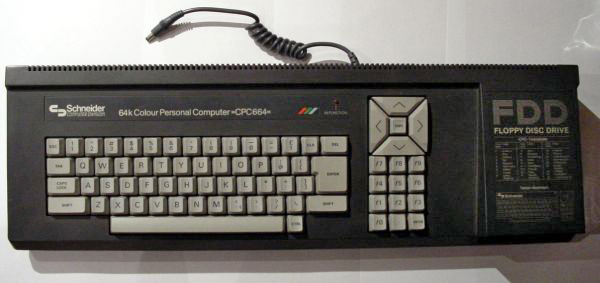
یک دستگاه CPC664 (ساخته شده در آلمان با برند اشنایدر)

این رایانه دارای ۶۴ کیلوبایت حافظه رَم و یک گرداننده داخلی فلاپی دیسک ۳ اینچی بود. این مدل در مه ۱۹۸۵ در بریتانیا معرفی گردید و قیمت پایه آن در خرده فروشی‌ها ۳۳۹ پوند انگلیس/۱۱۹۸ مارک آلمان به همراه یک نمایشگر مونوکروم و ۴۴۹ پوند/۱۹۹۸ مارک با یک نمایشگر رنگی تعیین شد.
بعد از موفقیت مدل CPC464، خریداران و کاربران انتظار بهبود و پیشرفت در مدل جدید را داشتند: حافظه بیشتر و یک گرداننده داخلی دیسک. برای شرکت آمستراد اجابت کردن مورد دوم آسان تر بود. این مدل هنگام معرفی در مه ۱۹۸۵ علاوه بر تأکید بر داشتن گرداننده ارزان قیمت دیسک، بر قابلیت اجرای نسخه سطح پایینی از سیستم عامل «سی پی/ام» (ورژن ۲٫۲) نیز تأکید داشتند. این مدل در سری رایانه‌های «آمستراد سی پی سی» تنها دستگاهی بود که هرگز افت قیمت پیدا نکرد.
در مقایسه با مدل CPC464، این دستگاه به‌طور قابل توجهی طراحی دوباره شده بود و به غیر از اضافه شدن گرداننده داخلی دیسک، قسمت صفحه کلید آن نیز مجدد طراحی گردید. یکی از تغییرات اساسی در قسمت طراحی کلیدهای مکان نما دیده می‌شود که به‌طور واضحی به سمت استایل صفحه کلید رایانه‌های ام‌اس‌ایکس تمایل پیدا کرده‌است. در مقایسه با صفحه کلید رنگی مدل CPC464، این دستگاه دارای کلیدهایی با رنگ خاکستری یکنواختی می‌باشد.
در قسمت عقبی دستگاه تمامی کانکتورهای مدل CPC464 به اضافه یک ورودی نیرو ۱۲ ولت قرار دارد. برخلاف کاست خوان مدل CPC464 که نیاز به نیروی ۵ ولت داشت، گرداننده فلاپی دیسک CPC664 نیاز به تأمین نیروی ۱۲ ولتی اضافه داشت. این ۱۲ ولت اضافی توسط یک نسخه جدید از نمایشگر مونوکروم یا رنگی به‌طور جداگانه فراهم می‌گردد.
مدل CPC664 فقط برای حدود شش ماه تولید شد و در اواخر سال ۱۹۸۵ و با تولید و معرفی مدل جدید CPC6128، شرکت آمستراد تصمیم گرفت تا هم‌زمان سه مدل در بازار نداشته باشد و به همین دلیل تولید CPC664 متوقف گردید.

#### مدل CPC6128

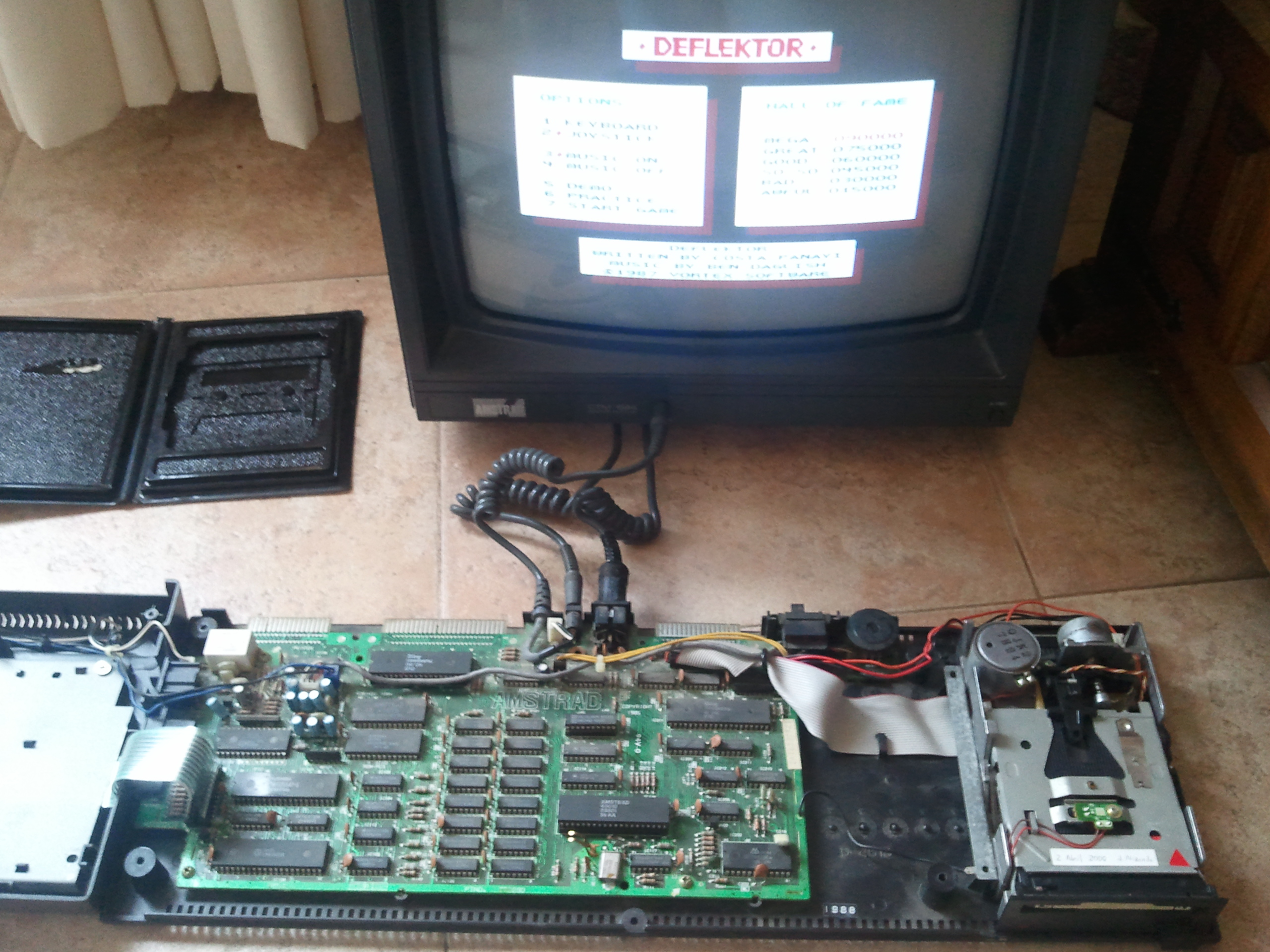
سخت‌افزار مدل CPC6128

این دستگاه دارای ۱۲۸ کیلوبایت حافظه رَم و یک گرداننده داخلی فلاپی دیسک ۳ اینچی می‌باشد. در کنار مدل‌های سخت‌افزاری متنوع، یک مدل از CPC6128 وجود داشت که قادر به اجرای سیستم عامل «سی پی/ام +» برای مصارف تجاری بود.
رایانه CPC6128 در اوت ۱۹۸۵ معرفی و در ابتدا فقط در آمریکا عرضه شد. این مدل توسط شرکت «ایندسکامپ» (واقع در شیکاگو) وارد آمریکا و توزیع گردید. این مدل اولین محصول از سری رایانه‌های آمستراد بود که در ایالات متحده آمریکا به فروش می‌رفت. در آن زمان بازار آمریکا نسبت به رایانه‌های تولید شده توسط شرکت‌های اروپایی روی خوشی نشان نمی‌داد. در پایان ۱۹۸۵ این مدل در خط تولید اروپا قرار گرفت و جایگزین مدل CPC664 گردید. قیمت پایه این سیستم ۶۹۹ دلار آمریکا/۲۹۹ پوند انگلیس/۱۵۹۸ مارک آلمان به همراه یک نمایشگر مونوکروم یا ۷۹۹ دلار/۳۹۹ پوند/۲۰۹۸ مارک به همراه یک نمایشگر رنگی تعیین شد.
در سال ۱۹۹۰ مدل جدیدی با نام 6128plus در خط تولید شرکت آمستراد جایگزین این مدل گردید و تولید CPC6128 متوقف گردید.

### مدل‌های پلاس آمستراد
در سال ۱۹۹۰ و در پی تغییرات انجام شده در بازار رایانه‌های خانگی، شرکت آمستراد تصمیم به نوسازی و احیای مدل CPC گرفت و اقدام به معرفی سری جدیدی با برچسب «پلاس» (PLUS) یا +CPC نمود. هدف اصلی انجام بهبودهای زیاد بر روی سخت‌افزار مدل‌های CPC بود که از نظر توانایی قابل رقابت با محصولات هم عصر خود باشد و همچنین قابلیت ساپورت مدیای کارتریج را داشته باشد. این محصول جدید دارای سه مدل مختلف بود: 464plus، 6128plus و کنسول بازی خانگی GX4000. نکته‌ای که در مدل‌های پلاس مشاهده می‌شد این بود که کلمه مخفف CPC از نام مدل‌های جدید آمستراد حذف شد. یکی از بهبودهای مهم این سری، جبران کمبودهای سری CPC در زمینه بازی‌های رایانه‌ای بود. سخت‌افزار ویدئویی بهبود یافته این سری، اجازه تولید اسپرایت‌های سخت‌افزاری، لغزش نرم صفحه‌های گرافیکی، پلت رنگ توسعه یافته و قابلیت نمایش حداکثر ۳۲ رنگ هم‌زمان از ۴۰۹۶ رنگ را به سازندگان بازی می‌داد. سخت‌افزار صوتی پیشرفته آن هم قابلیت ایجاد افکت‌های پیچیده صوتی را دارا بود. بهبودهای دیگر سخت‌افزاری این سری شامل پشتیبانی از جوی استیک‌های آنالوگ، چاپگرهای ۸ بیتی و کارتریج‌های رام به ۴ مگابیت می‌شدند.
یکی از اهداف سری «پلاس» قابلیت سازگاری کامل نرم‌افزاری با مدل‌های CPC بود. جهت جلوگیری از اشتباهات سهوی و ناخواسته از تداخل سخت‌افزاری با نرم‌افزارهای قدیمی مدل CPC، این سری از مکانیسم ناشناخته‌ای استفاده می‌کرد که قابلیت‌های بهبود یافته سخت‌افزاری آن فقط هنگامی فعال می‌گردید که نرم‌افزار مورد نظر، آن‌ها را از سیستم درخواست می‌نمود.
با وجود بهبودهای سخت‌افزاری، در زمان لانچ سری «پلاس»، سخت‌افزار آن تقریباً قدیمی و از رده خارج به حساب می‌آمد که باعث عدم جذب کاربران معمولی و تولیدکنندگان نرم‌افزار به این مدل گردید، زیرا در همان زمان سیستم‌های ۱۶ بیتی در بازار وجود داشتند و تولیدکنندگان به سمت آن‌ها رفته بودند و در نتیجه سری «پلاس» تبدیل به مدل شکست خورده آمستراد شد و در نهایت تولید این سری بعد از مدت کوتاهی پس از شروع تولید، در همان سال (۱۹۹۰) متوقف گردید.

#### مدل‌های 464plus و 6128plus

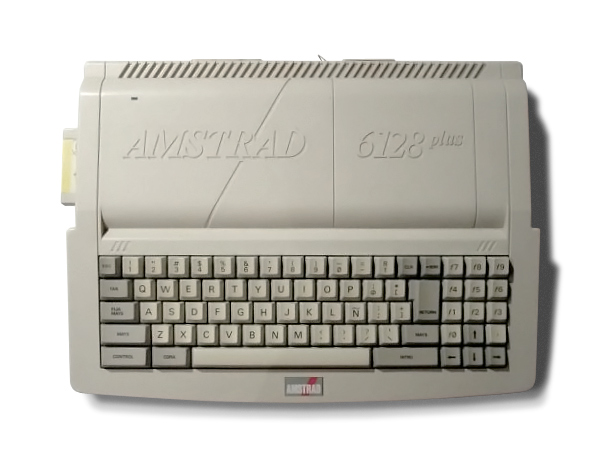
یک دستگاه 6128plus با صفحه کلید اسپانیائی

دو مدل 464plus و 6128plus جهت جایگزینی مدل‌های قدیمی CPC464 و CPC6128 تولید شدند. با وجود طراحی جدید مدل‌های پلاس، آن‌ها وجوه مشترکی با مدل‌های قدیمی داشتند: 464plus مجهز به ۶۴ کیلوبایت حافظه رَم و یک گرداننده کاست، مدل 6128plus نیز دارای ۱۲۸ کیلوبایت حافظه و یک گرداننده ۳ اینچ فلاپی دیسک بود. هر دو مدل دارای یک جعبه (کیس) مشترک و شبیه مدل قدیمی CPC6128 بودند.
به جهت سازگاری عملیات پردازش تصویری و الکترومغناطیسی، کانکتورهای مدل قبلی با کانکتورهای میکرو-ریبون جایگزین شدند. این کانکتورها قبلاً نیز در رایانه مدل CPC6128 اشنایدر آلمان استفاده شده بودند. نتیجه این تغییرات، عدم سازگاری طیف وسیعی از سخت‌افزارهای جانبی مدل‌های CPC با این سری شد. مدل 6128plus فاقد سوکت برای اتصال گرداننده نوار کاست خارجی بود.
سری «پلاس» فاقد تراشه رام بر روی مادربورد می‌باشد و در نتیجه مدل‌های 464plus و 6128plus، ثابت‌افزار داخلی ندارند. در عوض شرکت آمستراد ثابت افزار این دو مدل را با استفاده از رام افزودنی و به صورت کارتریج (شامل برنامه لوکوموتیو بیسیک) عرضه کرد. این تغییرات علاوه بر اینکه باعث کاهش قیمت در هنگام تولید سخت‌افزار این سری شده بود، یک مکانیسم حفاظتی ضد کپی نیز در این مدل‌ها ایجاد کرده بود (عدم وجود ثابت افزار در داخل رایانه، امکان کپی نرم‌افزار و بازی را برای این سری غیرممکن می‌کرد). ثابت افزار این سری «نسخه ۴» بود که به دلیل تفاوت ساختاری با نسخه قبلی، باعث ایجاد مشکلاتی در اجرای برخی از نرم‌افزارهای سری CPC گردید که شرکت آمستراد برای رفع این مشکل، ثابت افزار «نسخه ۳» مدل CPC6128 را به صورت یک کارتریج جداگانه به بازار عرضه کرد.
هر دو مدل 464plus و 6128plus در سپتامبر ۱۹۹۰ به صورت عمومی معرفی شدند. قیمت پیشنهادی اولیه این مدل‌ها عبارت بود از: ۱۹۹۰ فرانک فرانسه با نمایشگر مونوکروم و ۲۹۹۰ فرانک با نمایشگر رنگی برای مدل 464plus و ۲۹۹۰ فرانک با نمایشگر مونوکروم و ۳۹۹۰ فرانک با نمایشگر رنگی برای مدل 6128plus

#### مدل GX4000

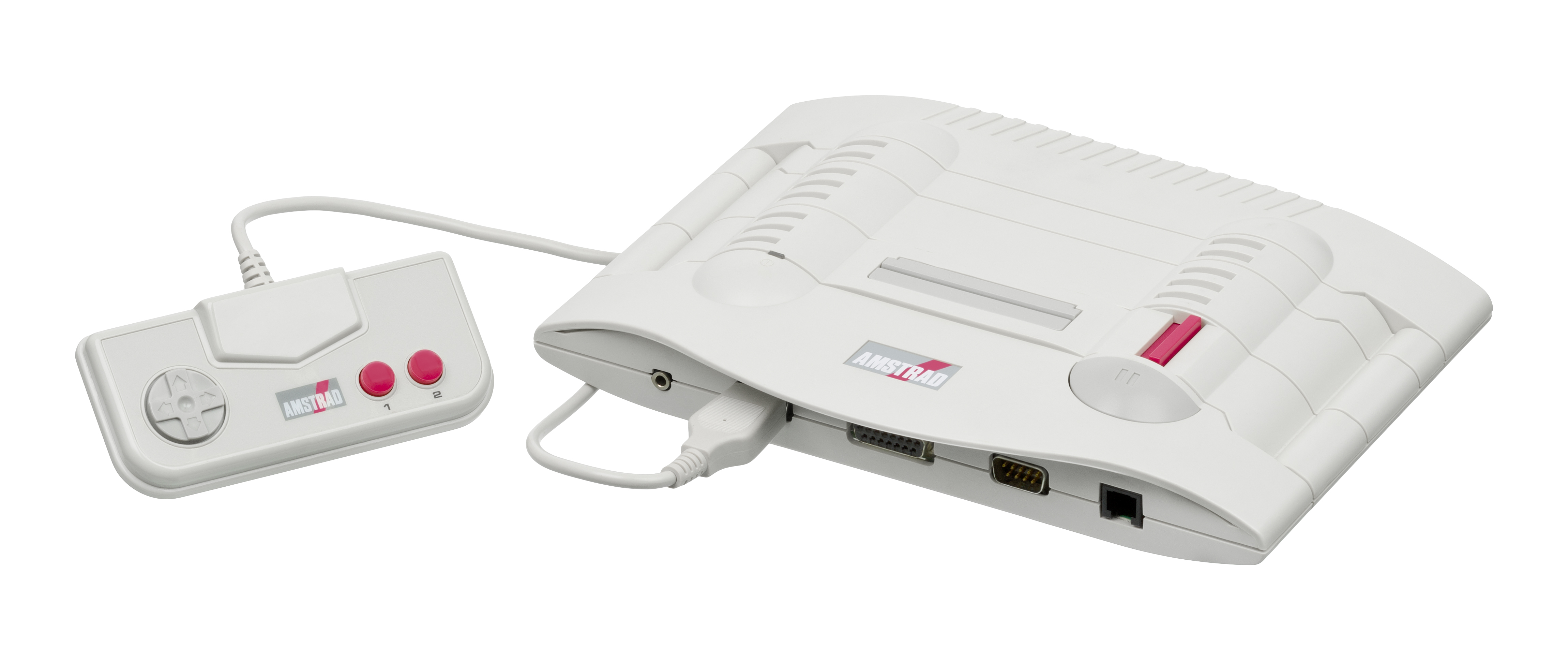
آمستراد GX4000

این مدل که از سری «پلاس» رایانه‌های آمستراد می‌باشد، قرار بود به عنوان یک کنسول بازی‌های ویدئویی خانگی وارد این بازار شود که البته بسیار ناموفق و دارای عمر کوتاهی بود. خصوصیات سخت‌افزاری این کنسول مشابه سری پلاس است که البته صفحه کلید و بخش ذخیره اطلاعات در این مدل حذف گردیده است.

### مدل‌های ویژه و همسان

#### مدل CPC472
در سال ۱۹۸۵، دولت اسپانیا برای ورود رایانه‌های "بدون کلید ñ و حافظه کمتر از ۶۴ کیلوبایت" مالیات تعیین کرد. برای حل این مشکل، شرکت توزیع‌کننده رایانه‌های آمستراد در اسپانیا (به نام ایندسکامپ، که بعداً به نام آمستراد اسپانیا تغییر نام داد) اقدام به تولید مدل ویژه‌ای به نام CPC472 نمود که در واقع یک نسخه بهبود یافته از مدل CPC464 است. تفاوت این مدل در یک بورد کوچک اضافه شده به سیستم است که شامل یک تراشه رام مدل CPC664 و یک تراشه ۸ کیلوبایتی حافظه است که البته به صورت الکترونیکی به دستگاه متصل نیست و در نتیجه برای سی پی یو دستگاه نیز در دسترس نمی‌باشد. هدف اصلی این کار افزایش مجموع حافظه دستگاه به ۷۲ کیلوبایت بود تا از مشکل مالیاتی کشور اسپاتیا رهایی یابد. یک ماه پس از عرضه مدل CPC472، شرکت آمستراد کلید ñ را به مدل CPC464 اضافه کرد و پس از برداشته شدن تعرفه از مدل‌های ۶۴ کیلوبایت، تولید مدل CPC472 کاملاً متوقف شد.

#### مدل KC compact

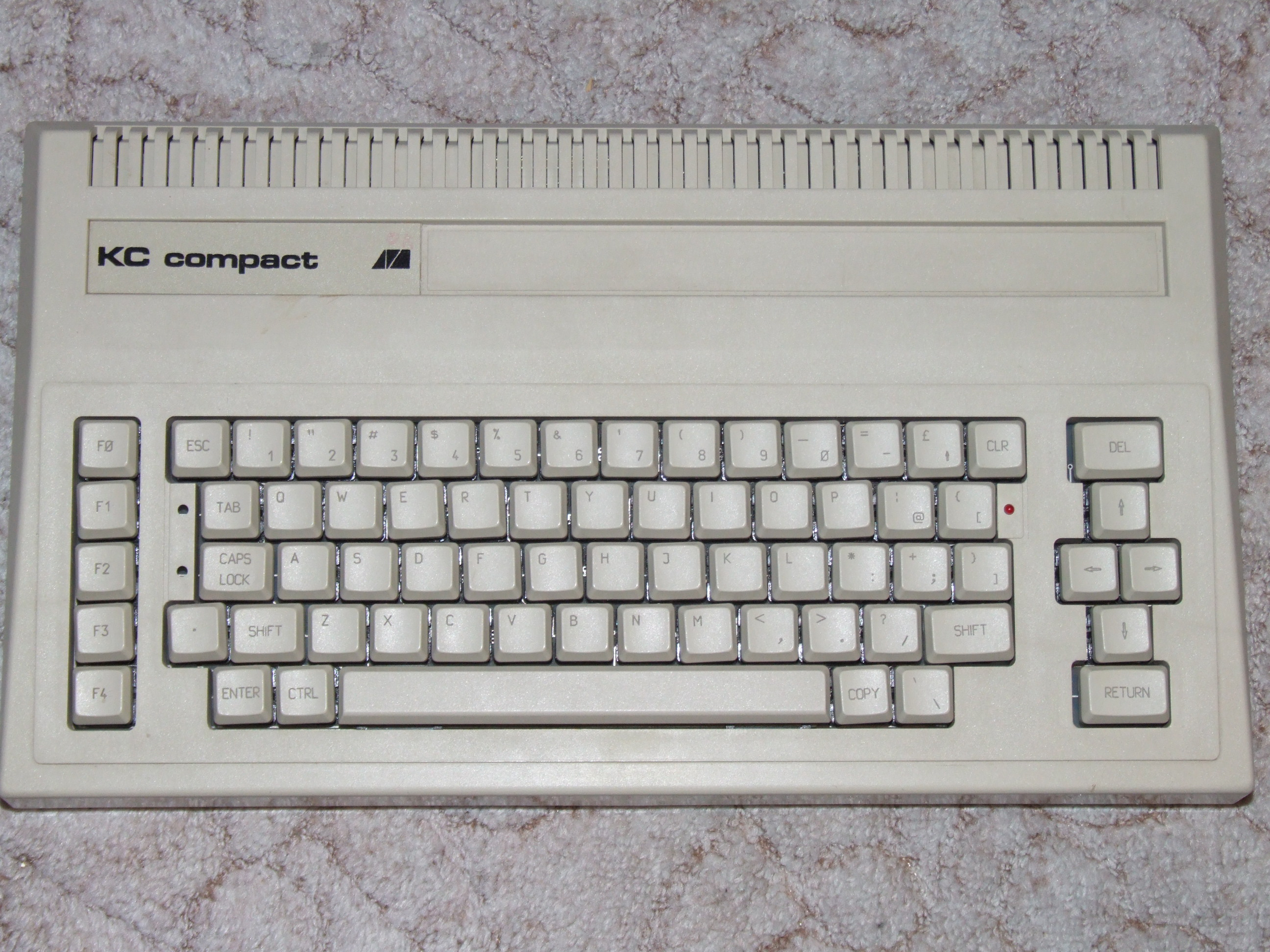
رایانه KC compact

سیستم KC compact (به آلمانی: Kleincomputer)(به معنی "کامپیوتر کوچک") یک مدل همسان از سری رایانه‌های آمستراد سی پی سی است که توسط Mikroelektronik Mühlhausen در اکتبر ۱۹۸۹ و در کشور آلمان شرقی ساخته شد. با وجود اینکه این سیستم شامل قطعات جایگزین زیادی نسبت به سخت‌افزار مدل‌های CPC بود اما سازگاری بسیار کاملی با نرم‌افزارهای آمستراد سی پی سی داشت. این رایانه دارای ۶۴ کیلوبایت حافظه و یک ثابت افزار تغییر یافته CPC6128 بود تا با سخت‌افزار تغییر یافته رایانه به خوبی عمل کند. همچنین یک نسخه بدون تغییر از «لوکوموتیو بیسیک ۱٫۱» نیز در ثابت افزار این رایانه قرار داشت. این رایانه آخرین کامپیوتر ۸ بیتی بود که در آلمان شرقی تولید شد.

#### مدل آلِست 520EX
در سال ۱۹۹۳ شرکت روسی «پاتیسونیک» (که در شهر اومسک روسیه قرار داشت) اقدام به عرضه رایانه Aleste 520EX نمود. این رایانه به طرز بسیار چشمگیری با مدل آمستراد CPC6128 سازگاری داشت. همچنین قابلیت سوئیچ به حالت «ام اس ایکس» نیز در این رایانه قرار داشت.

## بازتاب‌ها
در ژانویه ۱۹۸۵ یکی از نویسندگان مجله «بایت» در مورد رایانه آمستراد CPC464 این‌گونه نوشت: «یک رایانه خانگی مفید، شامل صفحه کلید خوب، متن هشتاد ستونی، گرداننده دیسک ارزان و مناسب، و پشتیبانی از اجرای سیستم عاملی مثل "سی پی/ام"»

## سخت‌افزار

### سی پی یو
تمام رایانه‌های سری CPC بر اساس سی پی یو زد۸۰ و نهایت سرعت ۴ مگاهرتز طراحی شده بودند.
در سری CPC، هم سی پی یو و هم سخت‌افزار ویدئویی به‌طور مشترک از حافظه اصلی دستگاه استفاده می‌کردند، به همین دلیل و برای جلوگیری از تداخل‌های احتمالی، دسترسی حافظه سی پی یو به ازای اجرای هر دستور از چهار سیکل عملیاتی محدود شده بود. دستورهای پردازنده زد۸۰ احتیاج به سه یا چهار سیکل تراشه دارند، نتیجه این محدودیت باعث گردیده بود تا سرعت این پردازنده تقریباً ۳٫۳ مگاهرتز باشد.

### حافظه
رایانه‌های آمستراد سی پی سی مجهز به ۶۴ کیلوبایت (در مدل‌های CPC464, CPC664, 464plus, GX4000) یا ۱۲۸ کیلوبایت (CPC6128, 6128plus) حافظه رَم بودند. این مقدار حافظه، با استفاده از کارت‌های توسعه حافظه (که توسط شرکت تولیدکننده طرف سوم ساخته می‌شد) به ۵۱۲ کیلوبایت قابل ارتقاء بودند. به دلیل محدودیت آدرس دهی پردازنده زد۸۰ تا ۶۴ کیلوبایت، جهت آدرس دهی مقادیر بالاتر از قابلیت خاصی به نام بانک سوئیچینگ استفاده می‌شد.

### ویدئو

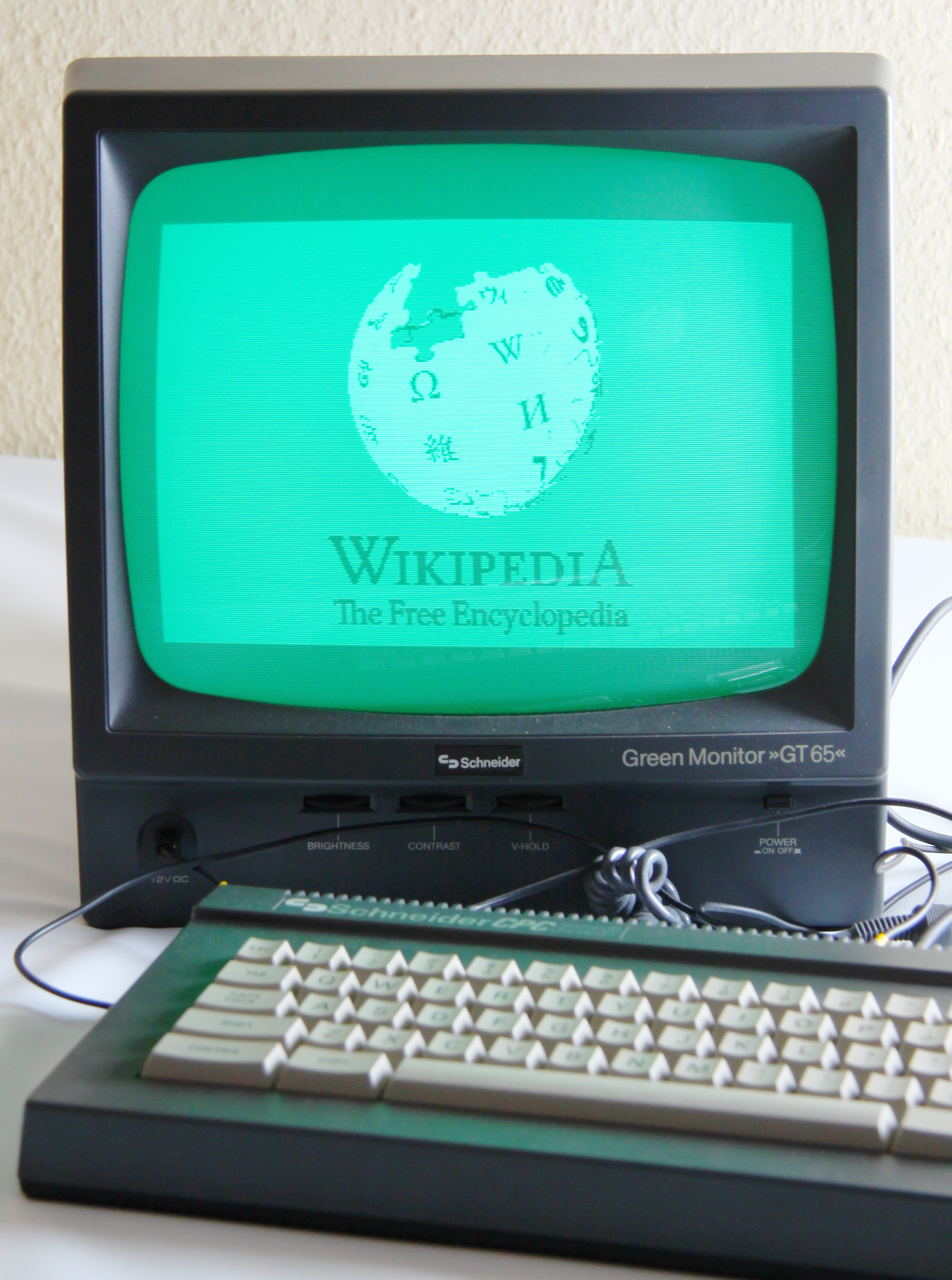
تصویر خروجی «حالت ۱» (۲۰۰×۳۲۰ پیکسل) در یک نمایشگر مونوکروم GT65

خروجی ویدئوی سری CPC یک مدل غیر متعارف و دوباره طراحی شده «دروازه آرایه» از یک «کنترلر نمایش‌گر ویدئویی» (مانند تراشه موتورولا ۶۸۴۵ یا تراشه‌های مشابه) است که خروجی ویدئویی آن به صورت پیکسلی می‌باشد. در مدل‌های CPC6128 خروجی ویدئویی به صورت یک سیستم مدار مجتمع خاص که «دروازه آرایه» کنترلر آن به صورت تلفیق شده بود، تولید گردید.
سه رزولوشن تصویری توکار و مختلف برای این سری در دسترس قرار دارند:
- ۲۰۰×۱۶۰ پیکسل با ۱۶ رنگ ("حالت ۰"، متن ۲۰ ستونی)
- ۲۰۰×۳۲۰ پیکسل با ۴ رنگ ("حالت ۱"، متن ۴۰ ستونی)
- ۲۰۰×۶۴۰ پیکسل با ۲ رنگ ("حالت ۲"، متن ۸۰ ستونی)[۲۴]

الیته قابلیت افزایش اندازه تصویر در این سری، به وسیله برنامه‌ریزی مجدد «کنترلر نمایش ویدئویی» امکان‌پذیر است.
سخت‌افزار ویدئویی اصلی سری CPC از یک پلت ۲۷ رنگ پشتیبانی می‌کند که از یک فضای رنگ «آری جی بی» تولید گردیده. این فضا برای هر رنگ سه حالت روشن، نیمه روشن و خاموش دارد. در سری «آمستراد پلاس» این پلت به ۴۰۹۶ رنگ افزایش پیدا کرده و حالت‌های فضای «آری جی بی» آن نیز به چهار بیت برای هر رنگ قرمز، سبز و آبی تغییر پیدا کرده‌است.

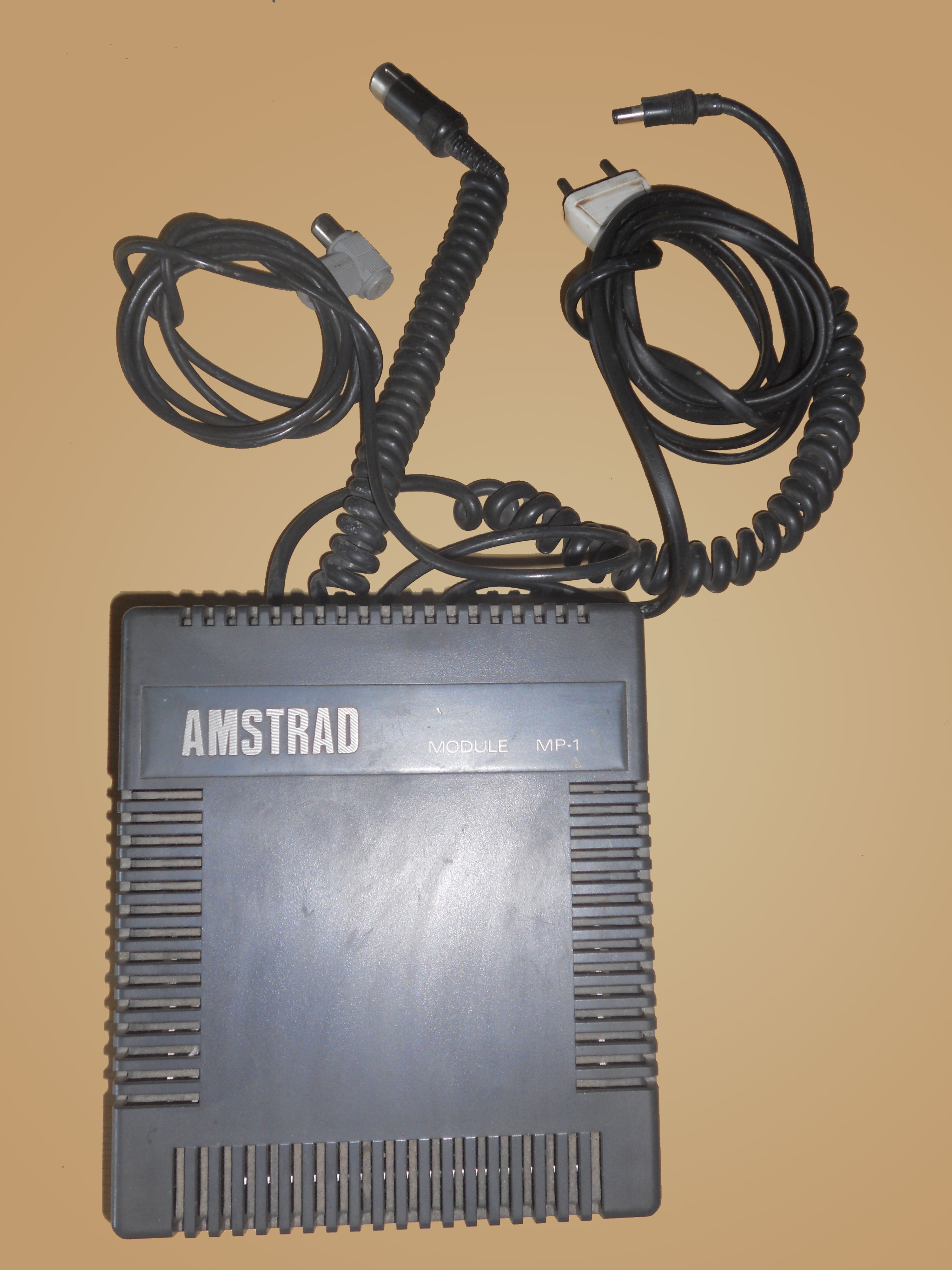
آداپتور اتصال به تلویزیون Amstrad MP1

به جز مدل GX4000، بقیه مدل‌های CPC فاقد یک خروجی استاندارد تلویزیون یا خروجی کامپوزیت ویدئو بودند و در عوض با یک رابط دی‌آی‌ان ۶ پین برای اتصال به نمایشگرهای آمستراد، عرضه می‌شدند. البته آداپتورهای مخصوص اتصال به تلویزیون توسط شرکت‌های سازنده لوازم جانبی برای رایانه‌های آمستراد تولید گردید.

### صوت
سری CPC از تراشه صوتی AY-3-8912 استفاده می‌کرد، این تراشه دارای سه کانال صوتی بود که هرکدام قابلیت برنامه‌ریزی و تولید «امواج صوتی»، «نویز» یا هردوی آن‌ها را به صورت داشتند.
صدای تولید شدهٔ مونو به وسیله یک اسپیکر داخلی کوچک (۴ سانتی‌متری) و قابلیت کنترل صدا و آمپلی فایر داخلی تولید می‌شد. خروجی استریو نیز توسط یک خروجی ۳٫۵ میلی‌متری هدفون قابل دسترسی بود.
همچنین قابلیت پخش سمپل‌های صوتی با رزولوشن حدودی ۵ بیت (به صورت فرستادن اطلاعات داده‌ای به تراشه صوتی) نیز وجود دارد. البته این تکنیک فشار زیادی بر روی سی پی یو می‌آورد و باعث کند شدن مابقی عملیات پردازش می‌گردد. نمونه‌های استفاده شده این تکنیک را می‌توان در صحنه‌های غیرقابل بازی از عناوینی چون «مرکز فرماندهی تعقیب»، «بحران (بازی ویدئویی ۱۹۸۶)» و پلیس آهنی (بازی) دید.

### گرداننده فلاپی دیسک

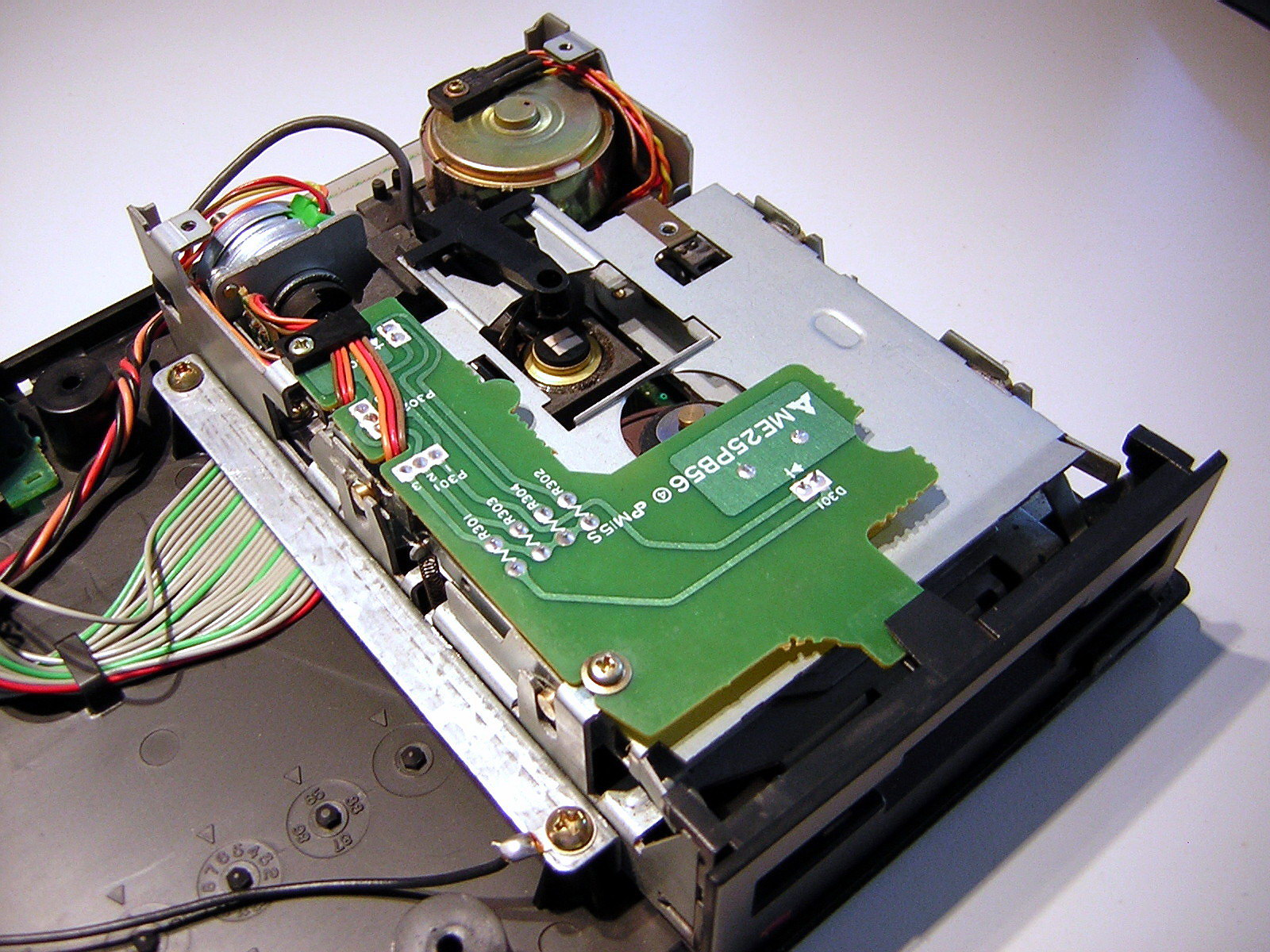
ساختار درونی گرداننده دیسک مدل CPC6128

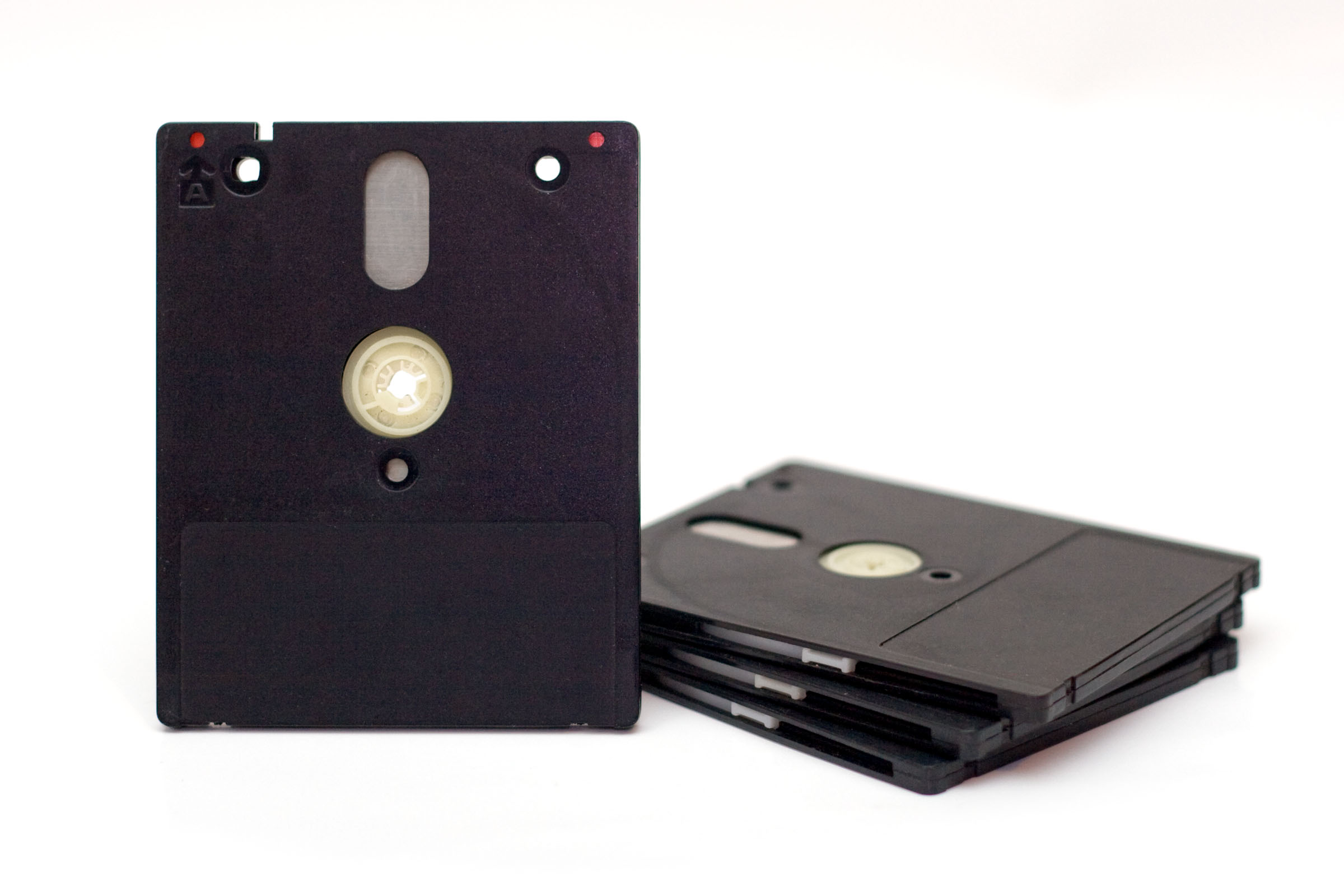
دیسک‌های ۳ اینچی استفاده شده در رایانه‌های CPC

رایانه‌های آمستراد از گرداننده فلاپی دیسک ۳ اینچ هیتاچی استفاده می‌کردند. این در حالی بود که در همان زمان صنعت «رایانه‌های شخصی» به سمت استفاده از دیسک‌های ۳٫۵ اینچ ابداعی سونی روی آورده بود. شرکت آمستراد تعداد زیادی گرداننده ۳ اینچ از آسیا خریداری کرده بود، این گرداننده‌ها توسط پاناسونیک سفارشی ساز شده بودند. گرداننده انتخابی آمستراد (که به صورت توکار برای مدل‌های بعدی استفاده شد) یک دستگاه «تک-چگالی» بود که ۴۰ شیار برای خواندن و نوشتن داشت و کاربر باید به صورت دستی اقدام به پشت و رو نمودن دیسک برای دستیابی به اطلاعات سمت دیگر آن می‌کرد. هر طرف این دیسک‌ها به‌طور مجزا دارای سوئیچ محافظ نوشتن است. هر طرف دیسک به نام‌های "A" و "B" شناخته شده و هر کدام ۱۸۰ کیلوبایت فرمت می‌شوند (در فورمت AMSDOS، دو کیلوبایت دایرکتوری و ۱۷۸ کیلوبایت فضای ذخیره اطلاعات). در مجموع این دیسک‌ها قابلیت ذخیره حدود ۳۶۰ کیلوبایت اطلاعات را دارا می‌باشند. رابط کاربری همراه گرداننده، یک «کنترلر فلاپی دیسک» NEC 765 می‌باشد، که در مدل‌های مختلفی از رایانه‌های شخصی «آی بی ام» (مانند PC/XT, PC/AT و PS/2) نیز استفاده شده‌است. این دیسک‌ها که «تک-چگالی» می‌باشند، با استفاده از تغییرات بسامدی و مغناطیسی می‌توان آن‌ها را وادار به ذخیره اطلاعات به صورت «چگالی دوبل» نمود.
دیسک‌ها داخل یک روکش کاغذی یا یک بدنه سخت پلاستیکی قرار گرفته و به صورت بسته دیسک عرضه می‌شدند. بدنه این دیسک‌ها از مدل‌های ۳٫۵ اینچی نازک‌تر و سخت‌تر بود. یک پوشش فلزی لغزان داخلی، وظیفه حفاظت از سطح نرم مدیای داخل بدنه را برعهده داشت. این پوشش فلزی در دیسک‌های ۳٫۵ اینچ ساخت سونی به صورت خارجی و لغزان بر روی بدنه دیسک قرار داشتند. دیسک‌های ۳ اینچی به‌طور چشمگیری از دیسک‌های ۳٫۵ و ۵٫۲۵ اینچی گرانتر بودند. این عوامل در کنار ظرفیت پایین‌تر نسبت به رقیبان، در نهایت منجر به توقف تولید دیسک‌های ۳ اینچی بعد از مدت کوتاهی از توقف تولید رایانه‌های آمستراد سی پی سی گردید.
به غیر از رایانه‌های آمستراد سی پی سی، سیستم‌های دیگری نیز از این دیسک‌های ۳ اینچ استفاده می‌کردند (آمستراد پی سی دبلیو، اسپکتروم ۳+، Sega SF-7000 و سیستم‌های مبتنی بر سیستم عامل سی پی/ام مانند سری Tatung Einstein و «اوزبورن»)
با استفاده از رابط کاربری استاندارد Shugart، امکان استفاده از گرداننده‌های استاندارد ۳، ½۳ یا ¼۵ اینچ برای آمستراد سی پی سی و به صورت گرداننده دوم، در دسترس بود. برنامه‌هایی مانند ROMDOS و ParaDOS سیستم عامل AMSDOS را طوری گسترش داده که توانایی فورمت دیسک‌های «دو-طرفه» ۸۰ تراک را داشته باشد، در این صورت بر روی یک دیسک تا ۸۰۰ کیلوبایت اطلاعات می‌توان ذخیره کرد.

### امکانات گسترش

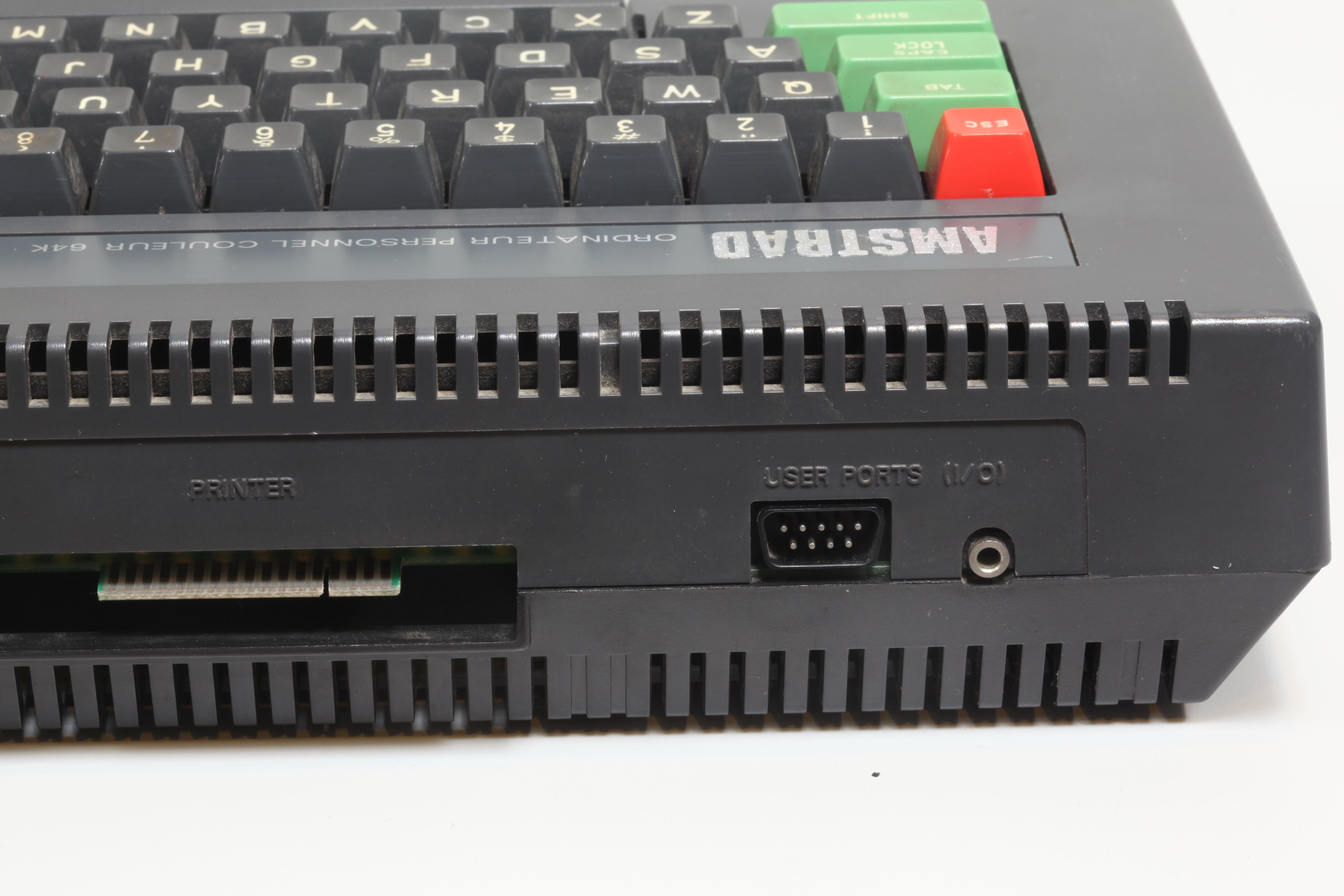
پشت بدنه مدل CPC464 که شامل درگاه‌های اتصال چاپگر، جوی‌استیک و مینی-جک می‌باشد

سخت‌افزار و ثابت افزار این رایانه‌ها طوری طراحی شده بود که نرم‌افزارها بتوانند بر روی حافظه رام قابل گسترش، به درستی عمل کنند. ثابت افزار آمستراد به شکلی طراحی شده که نرم‌افزارهای جدید بدون کمترین مشکل و به راحتی بتوانند به این حافظه‌های رام دسترسی داشته باشند. از جمله این نرم‌افزارها می‌توان به واژه پردازها و نرم‌افزارهای کاربردی برنامه‌نویسی اشاره کرد (برای مثال برنامه Protext، Brunword و اسمبلر MAXAM)
بعضی از تراشه‌های رام را به‌طور مستقیم نمی‌توان به سری CPC متصل نمود، در عوض پلاگین خاصی به نام rom boxes وجود دارد که شامل سوکت‌هایی برای جای‌گذاری تراشه‌های رام و مدار کوچکی جهت سوئیچ بین این تراشه‌ها است. این boxeها از طریق درگاه پشت دستگاه، به رایانه متصل می‌شوند. نرم‌افزارهایی که بر روی این تراشه‌های افزودنی رام قرار دارند، بسیار سریعتر از نرم‌افزارهایی که بر روی دیسک یا نوار کاست قرار دارند بارگذاری می‌شوند. به همین دلیل قسمت بوت دستگاه طوری طراحی شده که ابتدا اقدام به بررسی وجود رام بر روی تراشه‌های درگاه گسترش نموده و در صورت وجود اولویت بارگذاری را به آن می‌دهد. این قابلیت به میزان زیادی توانایی شخصی‌سازی سیستم را به کاربران مشتاق می‌دهد. البته بسیاری از کاربران عادی تا زمانی که این مطالب را در نشریات مطالعه نکرده بودند، از این توانایی در زمینه رام‌های افزودنی اطلاعی نداشتند، زیرا به این قابلیت در دفترچه راهنمای رسمی سری CPC اشاره‌ای نشده و فقط در راهنمای «ثابت افزار» در این باره توضیح داده شده‌است.
این رایانه‌ها همچنین دارای یک سوکت ۹ پین ورودی جوی استیک می‌باشد که با استفاده از کابل مخصوص جداکننده، امکان استفاده از دو جوی استیک در این رایانه وجود دارد.

## لوازم جانبی

### درگاه سریال RS232
رایانه آمستراد دارای دو درگاه سریال «RS-232» است که در قسمت پشت دستگاه قرار دارد و در مدل CPC464 دارای یک کانکتور جهت اتصال گرداننده دیسک یا دیگر لوازم جانبی می‌باشد.
رابط کاربری اورجینال این رایانه همراه با یک Book of Spells و جهت تسهیل انتقال اطلاعات بین رایانه‌های آمستراد و دیگر سیستم‌هایی که از همان پروتکل رام مشابه استفاده می‌کنند، عرضه می‌گردد. محدودیت‌های سخت‌افزاری و نرم‌افزاری این اینترفیس باعث شد تا شرکت Pace اقدام به ساخت نسخه‌ای جدید و البته سازگار با نسخه تولیدی آمستراد نماید. همچنین شرکت‌های متفرقه دیگری نیز اقدام به تولید اینترفیس‌های سریال برای این سری نمودند. از جمله این شرکت‌ها می‌توان به KDS Electronics و Cirkit اشاره نمود.

## نرم‌افزار

### بیسیک و سیستم عامل

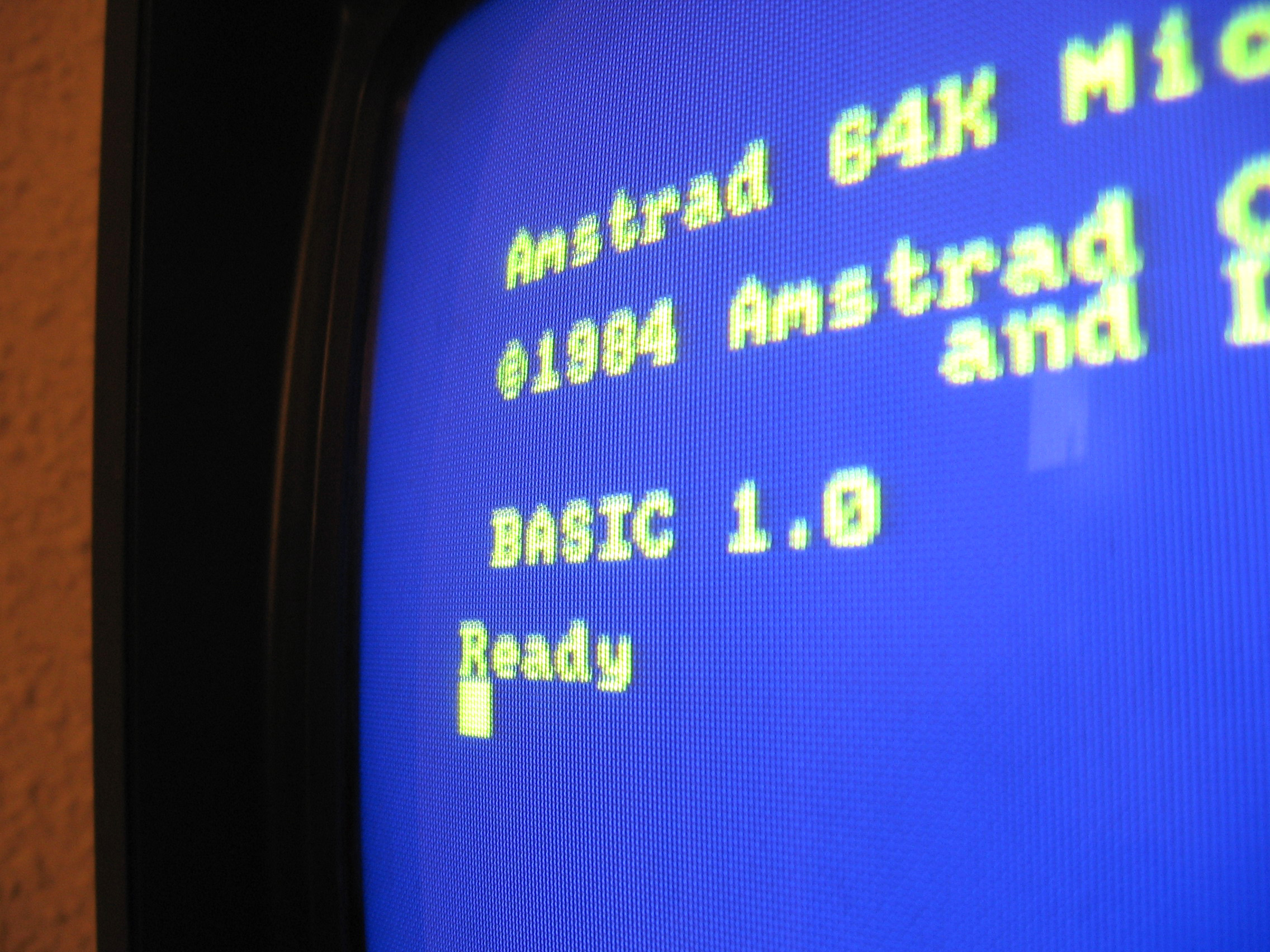
لوکوموتیو بیسیک بر روی رایانه آمستراد CPC464

مانند بسیاری از رایانه‌های خانگی آن دوران، سری CPC در داخل حافظه رام خود دارای یک سیستم عامل و مفسر بیسیک اختصاصی می‌باشد. مفسر بیسیک آن، «لوکوموتیو بیسیک» نام دارد که نسخه بهبود یافته‌ای از بیسیک تراشه زد۸۰ (تولید شرکت «لوکوموتیو سافت ویر») است که برای ریز رایانه‌های «بی‌بی‌سی میکرو» طراحی شده بود. این مفسر بیسیک جهت دسترسی آسان به منابع صوت و تصویر سیستم (توسط دستور POKE) طراحی شده بود.

### سی پی/ام
سیستم عامل «سی پی/ام» (محصول شرکت دیجیتال ریسرچ) از مدل‌های CPC664 و CPC6128 که برپایه دیسک می‌باشند، پشتیبانی می‌کند. سیستم‌های مبتنی بر ۶۴ کیلوبایت با CP/M 2.2 و مدل‌های دارای ۱۲۸ کیلوبایت با CP/M 3.1 عرضه می‌شدند. سیستم عامل فشرده CP/M 2.2 حجم زیادی از سکتورهای بوت دیسک‌های ۳ اینچ را اشغال می‌کرد. این سکتورها که "System format" نامیده می‌شوند توسط دستور CPM| از درون لوکوموتیو بیسیک به‌طور مستقیم قابل بارگذاری می‌باشد، این قابلیت یکی از انتخاب‌های مشهور بین سازندگان بازی است که باعث ساخت روتین‌های بارگذاری بازی‌ها می‌شود.

### زبان‌های دیگر
با وجود اینکه کمپایلرهایی برای زبان‌های لوکوموتیو بیسیک، سی و پاسکال در رایانه‌های آمستراد قابل دسترسی است، اغلب نرم‌افزارهای CPC به زبان اسمبلی تراشه زد۸۰ نوشته می سد. اسمبلرهای معروف عبارت بودند از: Hisoft's Devpac, Arnor's Maxam, و (در کشور فرانسه) DAMS. سیستم‌های CPC دارای دیسک گردان (به جز سری پلاس) به همراه یک نرم‌افزار مفسر جهت آموزش زبان لوگو عرضه می‌شد. همچنین یک کمپایلر زبان سی توسط شرکت Tandy Europe تولید و توسط شرکت Micro Business در بازار اروپا توزیع گردیده بود.

### رولند
جهت شناخته کردن سری CPC در بازار و بین کاربران، تعدادی بازی ویدئویی توسط یکی از شرکت‌های تابعه آمستراد با نام Amsoft منتشر گردید. این بازی‌ها با عنوان «رولند» نامگذاری شدند. این بازی‌ها بر اساس شخصیت واحدی طراحی نشده بودند. برای مثال در بازی Roland Goes Digging شخصیت رولند یک نوجوان با موهای بور، در Roland Goes Square Bashing قهرمان بازی یک مکعب سفید رنگ پادار و در بازی Roland in the Caves شخصیت اصلی بازی یک حشره جهش یافته‌است. از سری بازی‌های با نام رولند، فقط دو عنوان دارای گیم پلی و شخصیت یکسانی بودند: «رولند در زمان» و «رولند در فضا». نام شخصیت رولند، از نام «Roland Perry» یکی از طراحان اصلی سری CPC اقتباس شده‌است.

## بخش کامپیوتر اشنایدر

لوگوی بخش کامپیوتر اشنایدر

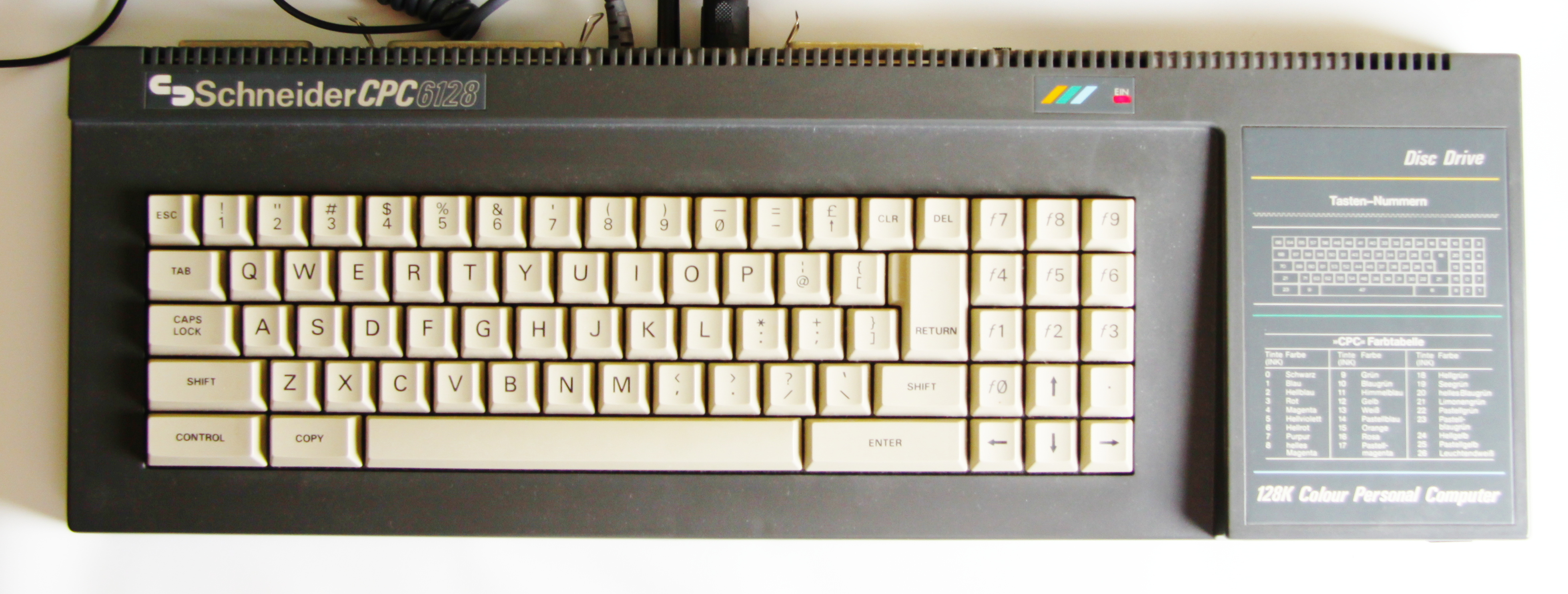
رایانه اشنایدر CPC6128 به همراه کانکتورهای قابل مشاهده «میکرو ریبون» در بالای تصویر

شرکت آمستراد به دلیل نداشتن نمایندگی عرضه در کشورهای آلمان، اتریش و سوئیس، تصمیم گرفت جهت ورود به این بازارها با یکی از شرکت‌های بومی آلمان وارد یک شراکت گردد. به همین منظور آمستراد با شرکت Schneider Rundfunkwerke AG اقدام به همکاری نمود (این شرکت آلمانی تا قبل از این به خاطر تولیدات گرانقیمت صوتی خود شناخته شده بود). در سال ۱۹۸۴ و در پی این مشارکت بخش Schneider Computer جهت تولید سری آمستراد CPC و با نام تجاری Schneider CPC، به وجود آمد.
با وجود اینکه طراحی هر دو سیستم از نظر سخت‌افزاری بر یک پایه استوار است، با اینحال تفاوت‌های زیادی بین سری آمستراد CPC و اشنایدر CPC به چشم می‌خورد. برجسته‌ترین اختلاف مربوط به صفحه کلید سری اشنایدر می‌باشد. مدل‌های اشنایدر CPC464 و CPC664 به جای صفحه کلید رنگی، دارای صفحه کلید خاکستری رنگ و یک دست می‌باشد که فورمت چینش کلیدهای آن به صورت انگلیسی می‌باشد. شرکت اشنایدر برای کاربرانی که خواستار استفاده از چینش آلمانی صفحه کلید "QWERTZ" بودند، اقدام به طراحی نرم‌افزار ویژه‌ای نمود که این عمل را به صورت نرم‌افزاری انجام می‌داد. جهت جلوگیری از تداخل‌های ناخواسته الکترونیکی، سری اشنایدر CPC مجهز به یک پوشش داخلی فلزی گردیده بود. به همین دلیل نیز مدل اشنایدر CPC6128 به جای کانکتورهای edge، دارای کانکتورهای مدل ریبون شده بود. هر دو تغییر (کانکتورهای ریبون و صفحه کلید خاکستری رنگ) در تولیدات بعدی آمستراد CPC نیز قرار داده شدند.
در سال ۱۹۸۸ و در پی عدم قبول شرکت اشنایدر جهت تولید رایانه‌های سازگار با سری AT آمستراد، مشارکت این دو شرکت پایان یافت. شرکت اشنایدر بعد از پایان مشارکت اقدام به فروش باقی‌مانده سری CPC کرد و از بازار مناسب این سری، جهت معرفی مدل‌های PC خود استفاده نمود. با وجود این مشارکت و سعی فراوان شرکت آمستراد و تولید مدل‌های CPC464 و CPC6128، تلاش‌های آمستراد برای جا انداختن نام و برند «آمستراد» در بین مردم آلمانی زبان اروپا، به جایی نرسید و شکست خورد.

## جامعه آمستراد
رایانه‌های سری «آمستراد سی پی سی» از طول عمر نسبتاً مناسبی برخوردار بود و به همان نسبت که در کارهای تجاری از آن استفاده می‌شد، در بازار بازی‌های ویدئویی نیز موفق بود. برنامه نویسان برای این سری نرم‌افزارهای زیادی تولید کردند، حتی برای این رایانه سیستم عامل‌های مبتنی بر رابط کاربری گرافیکی(GUI) نیز تولید شدند. (مانند FutureOS و SymbOS). سایت‌ها و انجمن‌های اینترنتی فراوانی در مورد اخبار، سخت‌افزار، نرم‌افزار، برنامه‌نویسی و بازی‌های آمستراد وجود دارند. مجله‌های CPC در طول دهه هشتاد میلادی توسط شرکت‌های مختلف در کشورهایی مانند بریتانیا، فرانسه، اسپانیا، دانمارک، استرالیا و یونان چاپ و منتشر شدند. از میان مجله‌های معروف می‌توان به مجله رسمی شرکت آمستراد و ناشران مستقل (Amstrad Action, Amtix!, CPC Attack, Australia's The Amstrad User, از فرانسه Amstrad Cent Pour Cent و Amstar) اشاره کرد. در پایان تولید رایانه‌های سری CPC، شرکت آمستراد اجازه پخش رایگان رام CPC را صادر کرد، با اینحال پیام‌های مربوط به کپی رایت آن تغییر پیدا نکرد و این بدان معنی است که حقوق آن‌ها هنوز در اختیار آمستراد قرار دارند. البته این اجازه به سازندگان برنامه‌های امولاتور «آمستراد سی پی سی» داده شد که ثابت افزار CPC را همراه با برنامه هایشان عرضه کنند.

## تأثیرات سری CPC بر دیگر محصولات آمستراد
شرکت آمستراد با تولید رایانه‌های «آمستراد پی سی دبلیو» راه موفقیت‌آمیز CPC464 را ادامه داد. این رایانه نیز براساس تراشه زد۸۰، گرداننده دیسک ۳ اینچ و نرم‌افزار لوکوموتیو ساخته شده بود. سری PCW در اصل به این دلیل تولید شده بود تا (به همراه پروژه‌ای تحت عنوان ANT) به عنوان مدل‌های پیشرفته از رایانه‌های CPC باشند. با این وجود شرکت آمستراد تصمیم گرفت توان خود را برای تولید و عرضه مدل PCW صرف کند و به این ترتیب پروژه ANT هرگز به مرحله بهره‌برداری نرسید.
در ۷ آوریل ۱۹۸۶ شرکت آمستراد اعلام کرد که شرکت «تحقیقاتی سینکلر» را خریده است و بنابراین تمام حقوق مربوط به تولیدات با برند سینکلر را در دنیا به دست آورده است. از جمله ذخیره انبار رایانه‌های مدل اسپکتروم و Sinclair QL در اختیار آمستراد قرار گرفت. آمستراد با فروش این موجودی انبار به تنهایی بیش از ۵ میلیون پوند درآمد کسب کرد و بعد از مدتی دو مدل جدید از سری اسپکتروم را با نام‌های «اسپکتروم +۲» را براساس سخت‌افزار اسپکتروم ۱۲۸ به همراه یک گرداننده داخلی نوار کاست (مانند مدل آمستراد CPC464) و در همان سال مدل «اسپکتروم +۳» را با یک گرداننده داخلی فلاپی دیسک (مشابه CPC664 و CPC6128) به بازار عرضه کرد.